# Аното, Габриэль
Габриэль Альбер Огюст Аното (фр. Gabriel Albert Auguste Hanotaux; 19 ноября 1853 — 11 апреля 1944) — французский дипломат, историк и политический деятель.

## Биография
Изучал право и историю, был учителем в École des hautes études, затем архивариусом в министерстве иностранных дел. В 1885 году назначен членом совета посольства в Константинополе.
В 1886 году выбран в палату депутатов, как умеренный республиканец; в 1889 году забаллотирован.
В мае 1894 года вступил во второй кабинет Дюпюи на пост министра иностранных дел и оставался им в кабинете Рибо (с января по ноябрь 1895 года); затем после перерыва, когда у власти было радикальное министерство Буржуа, вновь вступил на тот же пост в кабинет Мелина (апрель 1896 по июнь 1898 года), после чего уступил место Делькассе (1898—1905).
Он был одним из весьма немногих министров, которые не принадлежали к составу палат. Его политика была политикой франко-русского союза и колониальных захватов; при нём Франция приобрела Мадагаскар. С 1897 года — член Французской академии. В 1903 году выступил кандидатом в сенат, но безуспешно.
В 1920-е гг. забаллотировал в Лиге Наций предложение о придании эсперанто статуса одного из рабочих языков Лиги, усмотрев в этом посягательство на статус французского языка как международного.
Похоронен на кладбище Пасси.
Габриэль Аното послужил для писателя Марселя Пруста (они были знакомы по артистическому салону мадам Арман де Кайаве) одним из прототипов дипломата (бывшего посла) маркиза де Норпуа в романе «В поисках утраченного времени».

## Сочинения
- «Les villes retrouvées» (Париж, 1880)
- «Origines de l’institution des intendants des provinces» (1884)
- «Henri Martin, sa vie, ses œuvres, son temps» (1885)
- «Études historiques sur le XVIe et le XVIIe siècle en France» (1886)
- «l’Histoire du cardinal de Richelieu» (1893—1903)
- «L’affaire de Madagascar» (1896)
- Tableau de la France en 1614, la France et la royauté avant Richelieu (1898)
  - Ганото, Габриэль Франция перед Ришельё / Пер. с фр. С. П. Мельгунова. Под ред. [и с предисл.] С. П. Моравского. — Москва, 1903. — VIII, 307 с.
  - Аното, Габриэль Франция до Ришельё. Король, власть и общество в 1614 году. / Пер. с фр. С. П. Мельгунова. — СПб.: Евразия, 2017. — 336 с.
- «L'énergie française» (1902)
- «Histoire de la France contemporaine 1871—1900» (1903 и след.)
- «Souvenirs de Mme de Maintenon» (совместно с графом д’Оссонвилем, 1902)
- «La jeunesse de Balzac» (совместно с Georges Vicaire[англ.], 1904)